# OnePlus 5
OnePlus 5 (abbreviato in OP5 ) è uno smartphone prodotto da OnePlus ed è il successore di OnePlus 3T venduto nel 2016. È stato presentato ufficialmente il 20 giugno 2017.

## Storia
Il sito web The Verge ha annunciato a maggio 2017 che il nuovo dispositivo si sarebbe chiamato OnePlus 5. Questa decisione era dovuta al fatto che il numero quattro fosse considerato sfortunato (tetrafobia) in Cina. OnePlus inoltre ha confermato prima della presentazione ufficiale che il dispositivo avrebbe avuto un processore Snapdragon 835.

## Specifiche tecniche

### Hardware
OnePlus 5 possiede un retro in metallo anodizzato come i suoi predecessori, OnePlus 3 e 3T. Il dispositivo è attualmente disponibile nei colori Slate Grey (nero/grigio) e Soft Gold (bianco/oro); il colore Soft Gold è stato presentato in edizione limitata il 7 agosto 2017. È stato prodotto anche il colore Midnight Black (nero/nero opaco), ma successivamente rimosso dal loro sito web.
Il dispositivo è dotato di un processore Qualcomm Snapdragon 835 con 2,45 GHz con una GPU Adreno 540, 8 GB di RAM e 64/128 GB di memoria interna. Ha una batteria da 3300 mAh con tecnologia Dash Charge e un display da 5.5 pollici AMOLED 1080 x 1920 pixel.
OnePlus ha implementato un modulo per fotocamera Sony Exmor IMX398 da 16 Mp stabilizzato elettronicamente e un obiettivo Sony Exmor IMX350 da 20 Mp. La fotocamera anteriore utilizza un obiettivo IMX371 da 16 Mp.

### Software
OnePlus 5 è stato lanciato con OxygenOS 4.5 basato su Android 7.1.1 Nougat.
L'aggiornamento OxygenOS 5.0 (successivamente 5.0.1) è stato rilasciato a fine 2017, portando Android 8.0 Oreo su OnePlus 5. Tra le novità vi sono un launcher della home aggiornato, l'interfaccia utente della fotocamera ridisegnata e diverse ottimizzazioni del sistema.
La funzione di riconoscimento facciale Face Unlock è stata aggiunta a OnePlus 5 nella versione OxygenOS 5.0.2
Il 26 maggio 2020, dopo tre open beta, è stata rilasciata da OnePlus l'ultima versione stabile di Oxygen OS basata su Android 10 per OnePlus 5/5T, ultima versione Android ufficiale per la serie.
Nel mese di gennaio 2021, Oneplus annuncia sul proprio forum che Oxygen OS 10.0.1 (con patch sicurezza Sep 2020 e gms Aug 2020), sarà l'ultimo update stabile rilasciato per tale dispositivo, contrassegnandolo così come EOL (End-Of-Life).